# Neufchâtel-sur-Aisne
Neufchâtel-sur-Aisne é uma comuna francesa na região administrativa de Altos da França, no departamento de Aisne. Estende-se por uma área de 2,86 km². Em 2010 a comuna tinha 428 habitantes (densidade: 149,7 hab./km²).